# Costa Confín

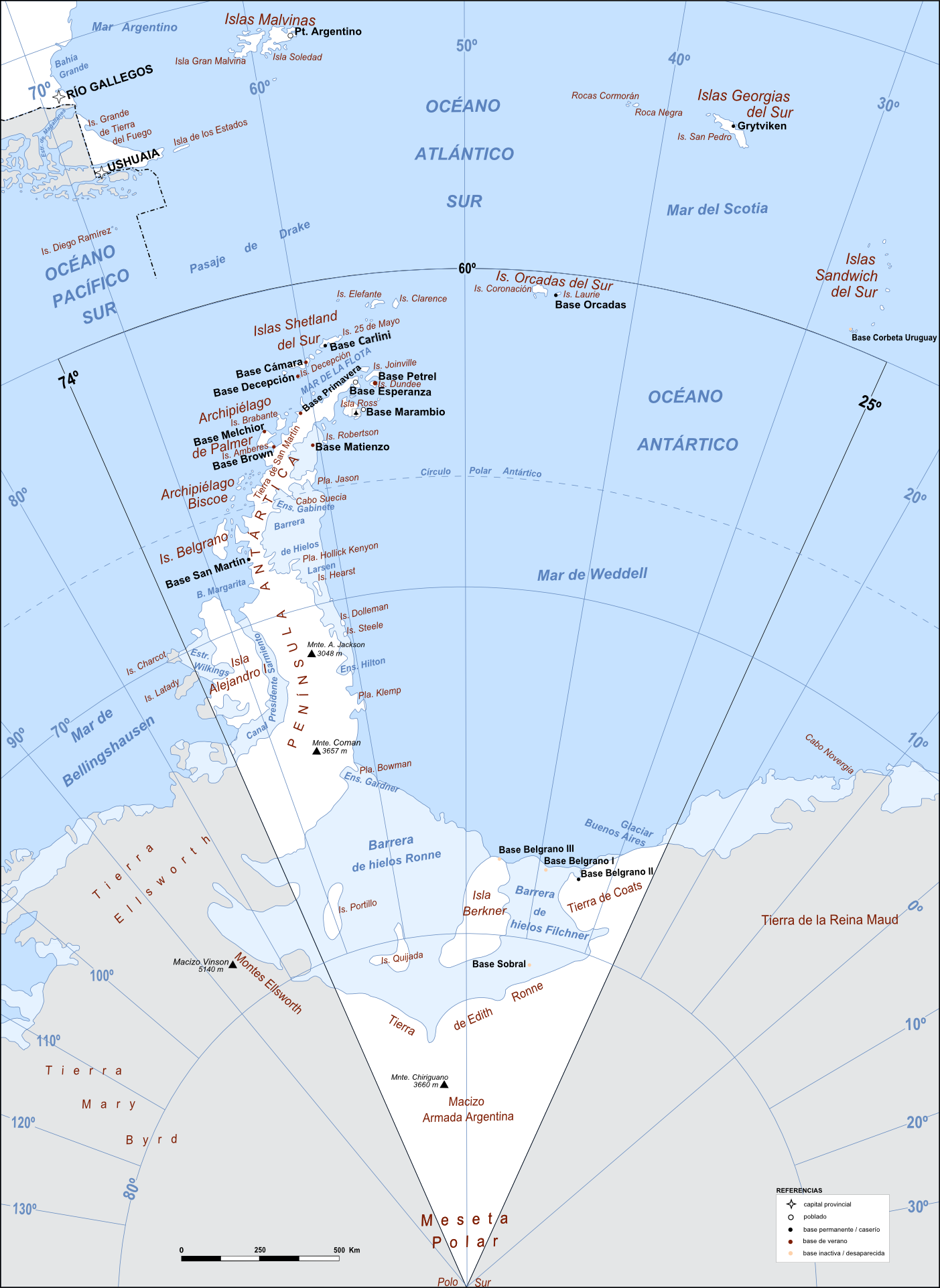
Localización de la Base Belgrano II en la costa Confín.

La costa Confín o costa Luitpold (del inglés: 'Luitpold Coast') es la porción oeste de la Tierra de Coats sobre el mar de Weddell en la Antártida. Su extremo oeste se halla a 78°04′S 36°00′O / -78.067, -36.000, límite con la Tierra de Edith Ronne y la barrera de hielo Filchner-Ronne. Su extremo este está en la vecindad del glaciar Hayes (76°16′S 27°54′O / -76.267, -27.900), que la separa de la costa Caird. Por el sur limita con la meseta Antártica.
La costa Confín fue descubierta por Wilhelm Filchner, líder de la Expedición Antártica Alemana, en enero de 1912, y fue denominada Prinzregent Luitpold Land en honor a Leopoldo de Baviera. La bahía Vahsel fue nombrada por Filchner en honor del capitán Richard Vahsel que comandaba el Deutschland, barco de la expedición, y que había muerto durante la travesía. 
Debido a que la Base Belgrano I del Ejército Argentino, ubicada sobre la barrera de hielo, debió ser abandonada al fracturarse la barrera, el 5 de febrero de 1979 fue inaugurada la Base Belgrano II sobre el nunatak Bertrab en la bahía Vahsel de la costa Confín. La base permanece habitada todo el año.

## Reclamaciones territoriales
Argentina incluye a la costa Confín en el departamento Antártida Argentina dentro de la provincia de Tierra del Fuego, Antártida e Islas del Atlántico Sur, y para el Reino Unido integra el Territorio Antártico Británico. Las dos reclamaciones están restringidas por los términos del Tratado Antártico.
Nomenclatura de los países reclamantes:
- Argentina: costa Confín
- Reino Unido: Luitpold Coast